# Kappa Delphini
Kappa Delphini (κ Delphini, förkortat Kappa Del, κ Del)  är en dubbelstjärna belägen i den mellersta delen av stjärnbilden Delfinen. Den har en skenbar magnitud på 5,05, är synlig för blotta ögat där ljusföroreningar ej förekommer. Baserat på parallaxmätning inom Hipparcosuppdraget på ca 33,0 mas, beräknas den befinna sig på ett avstånd på ca 99 ljusår (ca 30 parsek) från solen.

## Egenskaper
Primärstjärnan Kappa Delphini är en gul till vit underjättestjärna av spektralklass G1 IV. Stjärnan har en beräknad massa som är ca 1,4 gånger större än solens massa, en radie som är knappt 3 gånger större än solens och utsänder från dess fotosfär ca 8,3 gånger mera energi än solen vid en effektiv temperatur av ca 5 600 K.
Kappa Delphini är en astrometrisk dubbelstjärna där följeslagaren, med en massa som är endast 0,4 solmassor, regelbundet stör primärstjärnan så att den wobblar runt barycentret med en beräknad omloppsperiod på 45 år. En tredje stjärna, ADS 14101 B av 12:e magnituden, ligger separerad med 10 bågsekunder (år 2001), men den är ett bakgrundsobjekt. En stjärna, HD 196794, av 8:e magnituden och spektralklass K2 IV ligger separerad med 214 bågsekunder och på samma avstånd som Kappa Delphini har en gemensam rörelse genom rymden.